# Vízszilvás

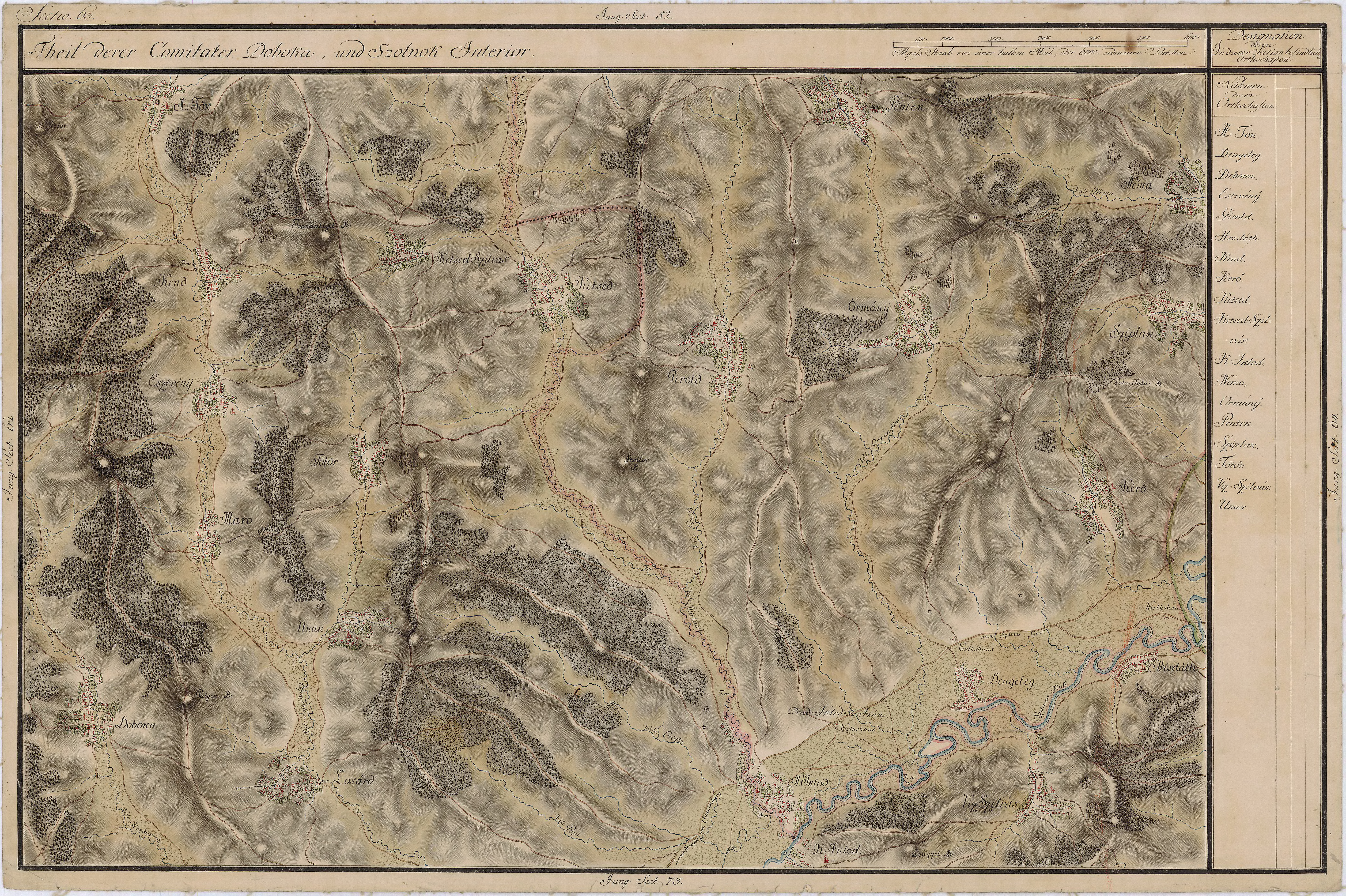
Vízszilvás környéke 1769–73 körül

Vízszilvás (románul: Silivaș) falu Romániában, Erdélyben, Kolozs megyében.

## Nevének eredete
Magyar neve egy patak menti szilvafásra utal. Először 1321-ben Zaaszylwas, majd 1326-ban Zcyluas, 1444-ben Wyzzylwas, 1557-ben pedig Biz Szylvas alakban írták. Egyes részeit a 15–16. században birtokosuk után nevezték el: Wasakzylwas (1469), Wassak-Zylwassa (1498), Szenthiván-Zylvas (1552).

## Fekvése
Szamosújvártól öt kilométerre délnyugatra, a Kis-Szamos jobb partjától nem messze fekszik.

## Népessége

### A népességszám változása
Népessége 1837-től a két világháború közöttig ötszáz fő környékén mozgott, azóta viszont erősen fogy.

### Etnikai és vallási megoszlás
- 1900-ban 503 lakosa közül 408 volt román és 89 magyar anyanyelvű; 420 görögkatolikus és 79 református vallású.
- 2002-ben 193 lakosa közül 186 volt román és hét magyar nemzetiségű; 180 ortodox, kilenc református és négy római katolikus vallású.

## Története
Első említésekor, 1321-ben Károly Róbert király az addig a királyi birtokok közé tartozó falut Wass Miklósnak adományozta. Később egészen a 19. századig a Wass család maradt a leggyakrabban említett birtokosa. Elsőként lejegyzett névalakja alapján egykori lakói szászok lehettek, későbbi szász lakosairól azonban nem maradt fönn adat. A 16. század végén unitárius egyházközsége volt, majd 1643–44-ben református egyházközsége létesült. A gyülekezet 1678 és 1863 között többnyire saját lelkészt tartott, eközben azonban a falu román többségűvé vált. 1700-ban tizenhat jobbágy családfő lakta, 1721-ben négy jobbágy, hét zsellér, tizenhárom kóbor és egy udvari szolga, 1786-ban ötven jobbágy és harminc zsellér. Református egyháza 1766-ban Iklóddal együtt 109 férfit és száz asszonyt számlált. 1876-ig Doboka vármegyéhez tartozott, akkor Szolnok-Doboka vármegyéhez csatolták.

## Látnivalók
- Dombtetőn álló református templomát 1809-ben kezdték építeni, egy korábbi templom helyére. Felújítását Debreczeni László kezdte meg és épített hozzá tornyot 1978-tól 1986-os haláláig.
- Ortodox (1948-ig görögkatolikus) fatemplomának pontos építési ideje ismeretlen, de valószínűleg a 19. század elejéről való. 1847-ben festették ki belülről.